# Parafia Najświętszego Serca Pana Jezusa w Walawie
Parafia Najświętszego Pana Serca Jezusa w Walawie − parafia rzymskokatolicka znajdująca się w archidiecezji przemyskiej w dekanacie Żurawica.

## Historia
W 1939 roku w Walawie było 670 mieszkańców (w tym: 740 Ukraińców, 10 Polaków i 10 Żydów) W 1927 roku grekokatolicy zbudowali murowaną cerkiew św. Michała Archanioła. 
Po II wojnie światowej, gdy wysiedlono grekokatolików, zostali we wsi osiedleni polscy repatrianci z kresów wschodnich. Cerkiew została zaadaptowana na kościół rzymskokatolicki pw. Najświętszego Serca Pana Jezusa. 21 lutego 1948 roku została erygowana parafia w Walawie, z wydzielonego terytorium parafii w Wyszatycach.
Na terenie parafii jest 770 wiernych.